# Carl Bågenholm
Carl Nils Richard Bågenholm, född 9 augusti 1912 i Sankt Matteus församling, Stockholm, död 16 oktober 1985 i Karlskoga församling, var en svensk motorcykelförare.
Bågenholm var mekaniker, medlem av Svenska Motorklubbens Värmlandsavdelning och Karlstad Motor Union. Han segrade i svenska TT-loppet klass B på Rex 1933 och i Norges Vinter GP 1933 och 1935 samt blev på Norton trea i klass B och bäste svensk i Sveriges GP 1936. Han var tvåa i Finlands GP 1935, segrade i Frankrikes GP 1935 och i Estlands TT samma år. Bågenholm vann även Värmlands vintertävling på Rex 1931 i 30 graders kyla. Han erövrade ytterligare ett 50-tal förstapris i back-, rund- och isbanelopp.